# Franz Goebel
Franz Goebel OFMCap (* 1. Oktober 1881 in Valwig; † 10. Dezember 1973 in Stühlingen, Baden) war ein deutscher römisch-katholischer Ordensgeistlicher (Kapuziner), Autor, Spiritual und Theologe.

## Leben
Franz Goebel wurde während seiner Volksschulzeit durch seinen Heimatpfarrer Friedrich Gottlieb Wehn auf den Besuch eines Gymnasiums vorbereitet. Am 30. September 1900 wurde er in Sigolsheim im Elsass in den Kapuzinerorden aufgenommen und erhielt den Ordensnamen Bernardin Goebel und am 1. Juni 1906 empfing er in Mainz seine Priesterweihe. Im Anschluss nahm er eine dreijährige Tätigkeit als Lehrer am Ordensgymnasium in Straßburg an. Nach einer Anstellung in Koenigshoffen setzte er seine Studien an der Päpstlichen Universität in Rom fort und promovierte 1912 zum Doktor der Theologie (Dr. theol.) Im Zeitraum von 1918 bis 1931 war Goebel als Lektor und vom 20. Januar 1930 bis zum 19. Mai 1956 als Spiritual am Collegium Borromaeum in Münster tätig. Neben seiner Lehrtätigkeit widmete sich Goebel weiterhin der Seelsorge und der Schriftstellerei. Seine Schriften wurden mehrfach aufgelegt und in verschiedene Sprachen übersetzt. Im Jahre 1960 konnte er sein diamantenes Ordensjubiläum feiern und lebte seither wie auch sein Glaubensbruder Heribert Jone in der Brüdergemeinschaft der Stühlinger Kapuziner. Infolge eines schweren Treppensturzes im Jahre 1973 war er bettlägerig und verstarb noch in der Adventszeit des gleichen Jahres. Seine letzte Ruhestätte fand er in der Gruft des Kapuzinerklosters Stühlingen.

## Werke (Auswahl)
- Der Kapuziner vor Gott; 2: Betrachtungen für die heilige Fastenzeit (1939)
- Der Kapuziner vor Gott. I/1. Betrachtungen für die Advents- und Weihnachtszeit (1940)
- Der Kapuziner vor Gott; 3: Betrachtungen für die Osterzeit (1941)
- Der Kapuziner vor Gott II Epiphanie – Aschermittwoch (1947)
- Der Kapuziner vor Gott: Betrachtungen zur Gestaltung franziskanischen Lebens 2: Epiphanie – Aschermittwoch (1947)
- Der Kapuziner vor Gott; V: Von Dreifaltigkeit bis achten Sonntag nach Pfingsten (1948)
- Der Kapuziner vor Gott IV Ostern -Pfingsten (1952)
- Der Kapuziner vor Gott; 6: Neunter bis sechzehnter Sonntag nach Pfingsten (1954)
- Mit Franziskus vor Gott Band 1 von 10: Advent bis Epiphanie (1956)
- Auf sieben Stufen zum Altar: Besinnung auf die Weiheliturgie (1962) 225 S.
- Con San Francesco davanti a Dio: Meditazioni di spiritualità francescana